# Hvězdnicové
Hvězdnicové (Asteroideae) jsou podčeleď cévnatých rostlin v čeledi hvězdnicovité (Asteraceae). S přibližně 16–17 000 druhy v 1135 rodech jsou její nejrozsáhlejší podčeledí, zahrnují asi 65 % všech hvězdnicovitých. Patří sem jednoleté i vytrvalé rostliny, byliny, sukulenty i dřeviny kosmopolitního rozšíření, včetně mnoha významných užitkových, léčivých i okrasných druhů.
Podčeleď byla navržena roku 1829 Johnem Lindleyem. Vnitřně se dále člení do 20 či 21 menších taxonomických jednotek – tribů a ty dále do množství subtribů. Největšími rody jsou smil (Helichrysum, 500–600 druhů), pelyněk (Artemisia, 550), mikanie (Mikania, 430), pomíšenka (Baccharis, 400), sporýšovka (Verbesina, 300), Ageratina (290), dvouzubec (Bidens, 235/340), stévie (Stevia, 235), rmen (Anthemis, 210) a turan (Erigeron, 200). V české flóře jsou zastoupeny velmi bohatě, zhruba 70 rody.

## Charakteristické rysy
Hvězdnicové jsou morfologicky i geneticky dobře odlišenou monofyletickou skupinou. Jako ostatní hvězdnicovité mají zástupci podčeledi květy uspořádané v úboru. Ten je typicky tvořen terčem s drobnými, pravidelnými, trubkovitými květy a paprsky z květů jazykovitých; výjimečně je přítomen pouze terč (např. u některých vratičů). Jazykovité květy jsou obvykle pouze samičí, zakončené jsou třemi zuby. Listy jsou obvykle střídavé, méně často vstřícné; cévní svazky jsou bikolaterální. Pletiva nemají mléčnice, často ale mají siličné kanálky. Obsahují éterické oleje a seskviterpeny, zásobní látkou je inulin, plodem nažka s chmýrem nebo bez chmýru.

## Vybraní významnější zástupci
Tribus Anthemideae

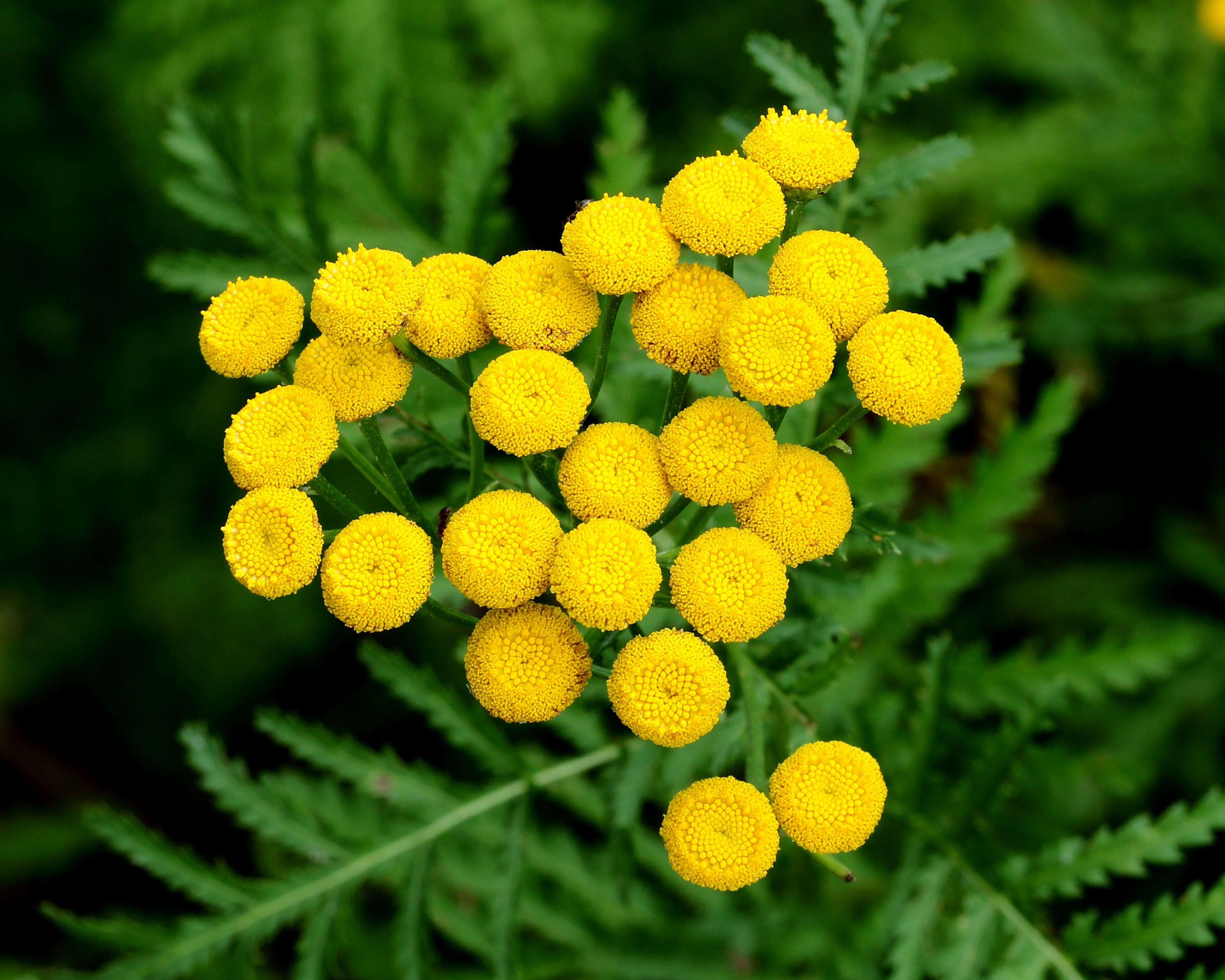
Úbor vratiče obecného má pouze trubkovité květy

- Rmen (Anthemis), rmenec (Chamaemelum), vratič (Tanacetum) včetně bývalých rodů řimbaba (Pyrethrum) a maří list (Balsamita), řebříček (Achillea), heřmánek (Matricaria), heřmánkovec (Tripleurospermum), pelyněk (Artemisia), chryzantéma (Chrysanthemum), kopretina (Leucanthemum), svatolína (Santolina), marunek (Cota), kopretinovec (Argyranthemum), zlateň (Glebionis), marokánka (Ismelia), kráska (Cladanthus), trahok (Anacyclus), luhovnice (Leucanthemella), mechovec (Cotula)

Tribus Astereae

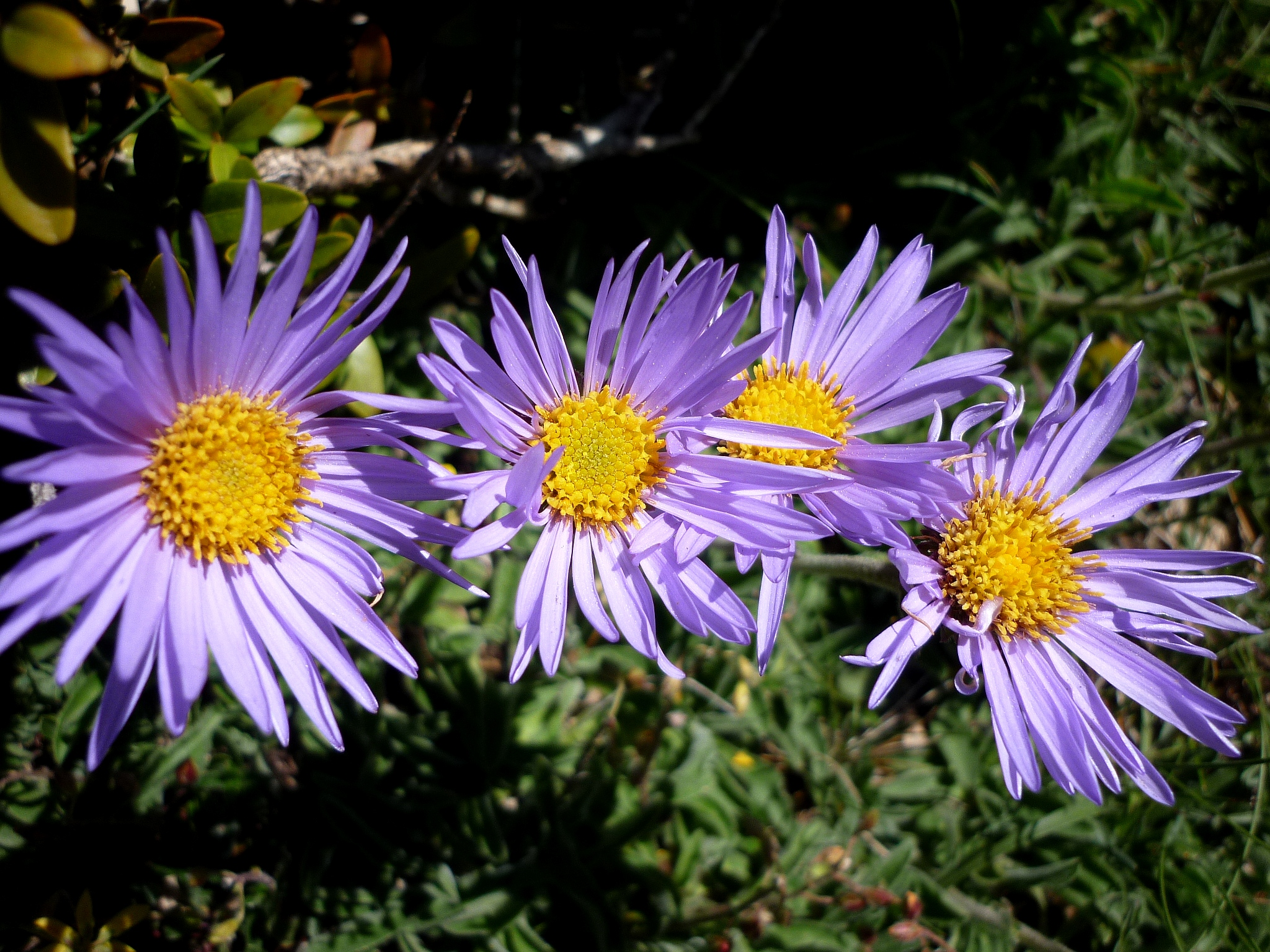
Hvězdnice alpská

- Hvězdnice (Aster), astra (Callisthepus), sedmikráska (Bellis), turan (Erigeron), turanka (Conyza), zlatobýl (Solidago), zlatovlásek (Galatella), grindélie (Grindelia), hvězdnička (Tripolium), astřička (Symphyotrichum), všelicha (Brachyscome), felicie (Felicia), pomíšenka (Baccharis)

Tribus Calenduleae

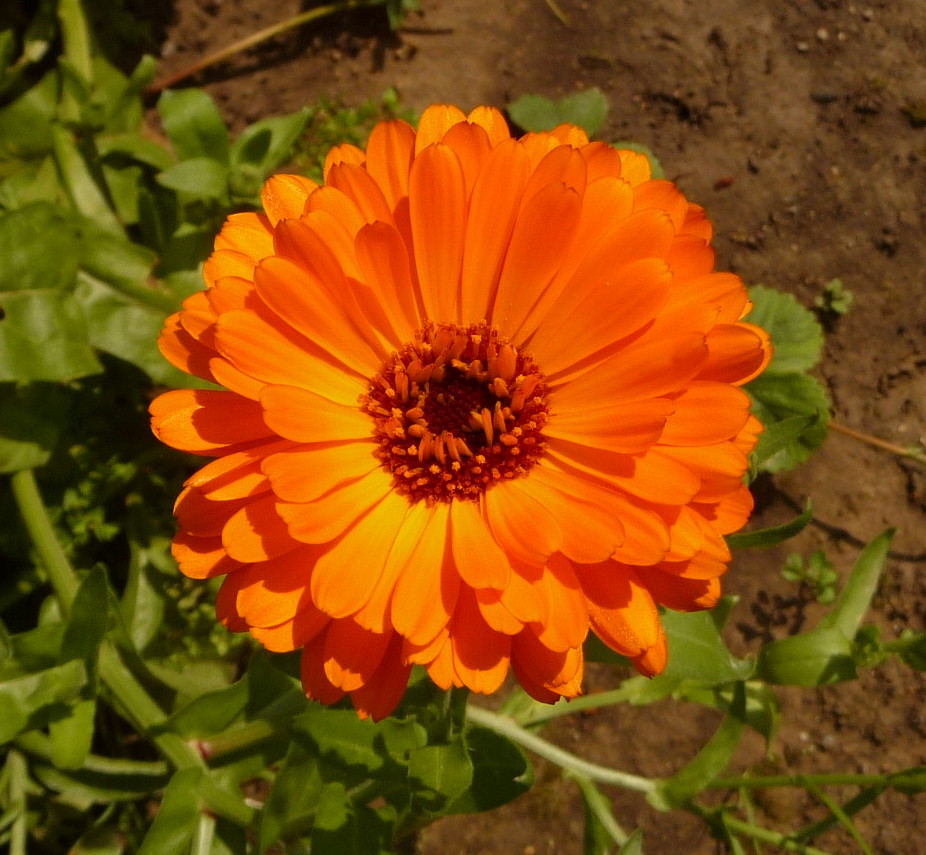
Měsíček lékařský

- Měsíček (Calendula), paprskovka (Osteospermum)

Tribus Eupatorieae
- Sadec (Eupatorium), nestařec (Ageratum), stévie (Stevia), šuškarda (Liatris), mikanie (Mikania), Ageratina

Tribus Gnaphalieae
- Protěž (Gnaphalium), protnice (Pseudognaphalium), plesnivec (Leontopodium), slaměnka (Xerochrysum), smil (Helichrysum), smilek (Rhodanthe), bělolist (Filago), kociánek (Antennaria), fagnalon (Phagnalon), pískožil (Ammobium), plesnivka (Anaphalis)

Tribus Heliantheae
- Slunečnice (Helianthus), ambrózie (Ambrosia), třapatka (Rudbeckia), třapatkovka (Echinacea), ostálka (Zinnia), janeba (Heliopsis), řepeň (Xanthium), guayule (Parthenium), mužák (Silphium), pouva (Iva), sanvitálie (Sanvitalia), sporýšovka (Verbesina), Argyroxyphium, Calea

Tribus Inuleae
- Oman (Inula), blešník (Pulicaria), kolotočník (Telekia), volovec (Buphthalmum), hvězdička (Asteriscus, Pallenis), ditrichie (Dittrichia)

Tribus Senecioneae
- Starček (Senecio), kamzičník (Doronicum), devětsil (Petasites), podběl (Tussilago), popelivka (Ligularia), havez (Adenostyles), pastarček (Tephroseris), starčkovec (Erechtites), podbělice (Homogyne)

Tribus Coreopsideae

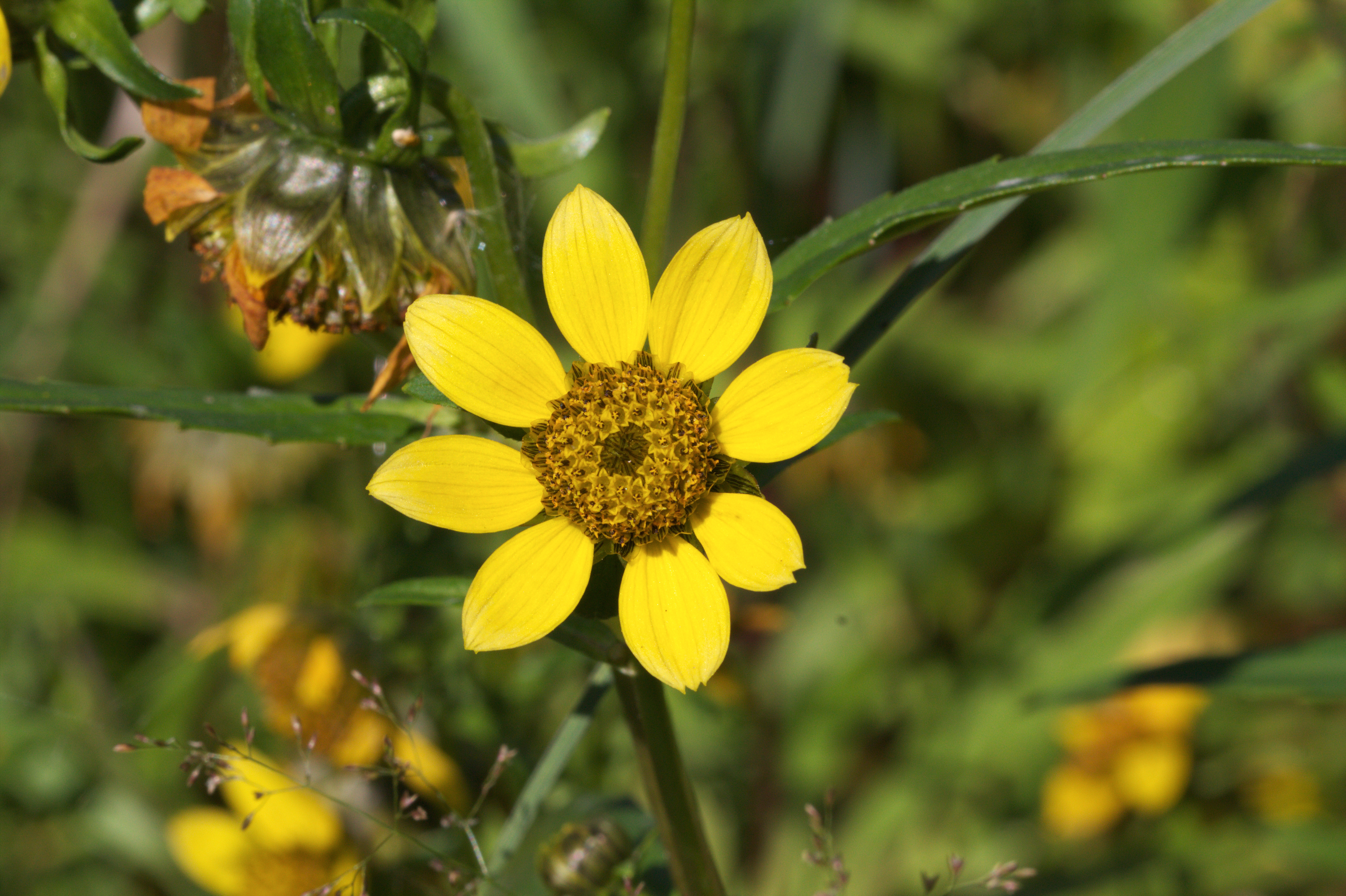
Dvouzubec nicí

- Dvouzubec (Bidens), jiřina (Dahlia), krásnoočko (Coreopsis), krásenka (Cosmos)

Tribus Madieae
- Prha (Arnica), madie (Madia)

Tribus Polymnieae
- Jakon (Polymnia)

Tribus Tageteae

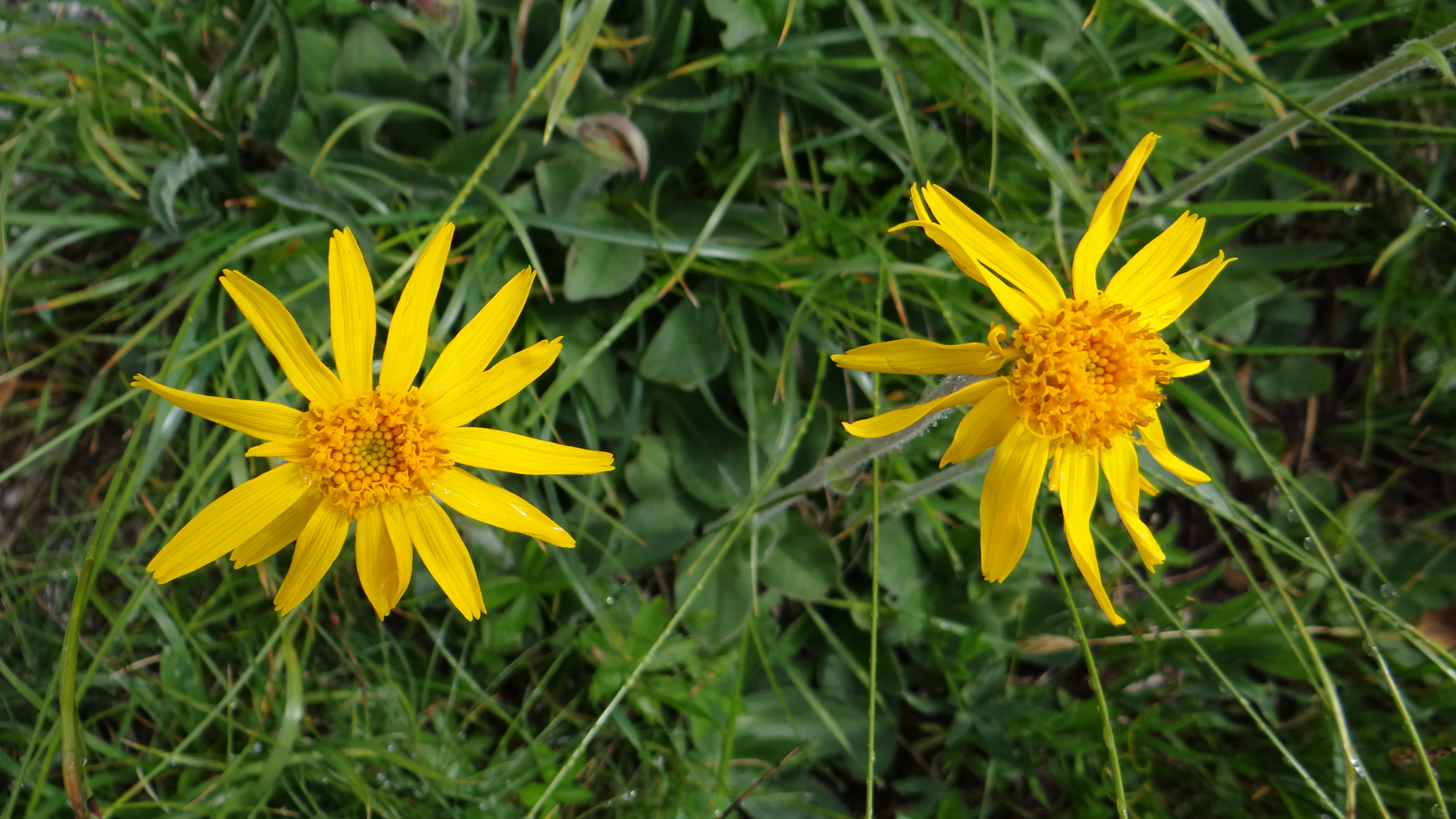
Prha horská (Arnica montana)

- Aksamitník (Tagetes, lidově "afrikán")

Tribus Millerieae
- Pěťour (Galinsoga), klejovka (Espeletia), mastňák (Guizotia)

Tribus Helenieae
- Záplevák (Helenium), kokarda (Gaillardia)

Tribus Bahieae
- Kruženka (Schkuhria)